# Reino Zírida

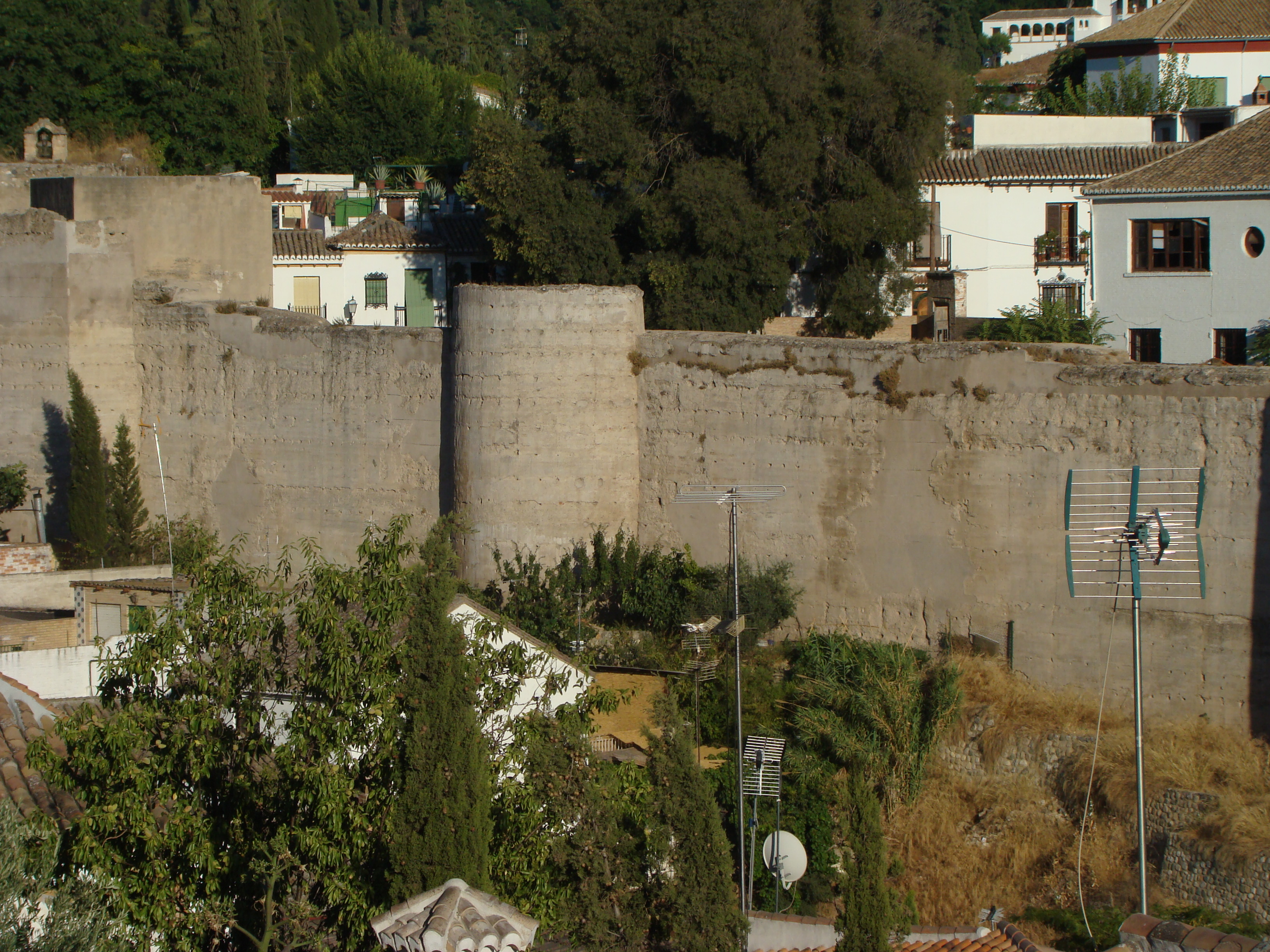
Parte da muralha da Alcáçova Cadima, construída pelos zíridas em Granada, Espanha

Os zíridas (em árabe: الزيريون; romaniz.: al-Zīrīyūn, ou بنو زيري, banū Zīrī) foram uma dinastia berbere, originária na Cabília (uma região montanhosa a norte da Argélia) do ramo talcata dos sanhajas, que governou Ifríquia (aproximadamente a moderna Tunísia) durante cerca de dois séculos a partir do século X, inicialmente como vassalos dos Fatímidas, e a partir de 1048, e até 1163, como emires independentes, até que enfraqueceram com Banu Hilal e finalmente foram destruídos pelos Almóadas. A sua capital era Cairuão.
Um ramo da família, encabeçado por Zaui ibne Ziri, mudou-se para o Alandalus para servirem como mercenários sob as ordens de Almançor e, em 1013, fundaria a Taifa de Granada, um reino independente muçulmano que surgiu no Alandalus na sequência da desintegração do Califado de Córdova.

## Reis zíridas no Alandalus
Em 1057 anexaram a Taifa de Málaga ao conquistá-la aos reis da dinastia hamúdida que a governavam de 1026. Contudo, em 1073, a taifa de Málaga voltaria a independentizar-se da mão do também zírida Tamime, irmão do rei granadinho Abedalá ibne Bologuine pelo qual até a queda destes reinos às mãos dos almorávidas em 1090, no Alandalus coexistiram dois reinos taifas governados por membros da dinastia zírida.
Por extensão, o termo zírida é aplicado também à arte e às construções civis realizadas na época desta dinastia nas zonas do Alandalus que dominaram (Granada e Málaga). Entre elas destacam-se a Alcáçova Cadima no Albaicín, parte da antiga muralha de Granada, e a alcáçova de Málaga.
Seu fundador foi Ziri ibne Manade e o seu principal descendente, Zaui ibne Ziri, general mercenário do califa de Córdova, Hixame II, às ordens do seu hájibe Almançor. À morte deste, em Medinaceli, 12 agosto de 1002 (25 de Ramadão de 392), desencadeou-se uma guerra civil no Alandalus, na qual Zaui participou como cabeça militar de um dos bandos. Em 1011 arrasou Medina Azahara e em março de 1013 tomou Córdova e fundou a Taifa de Granada, da qual seria o seu primeiro emir (rei). Trasladou a sua capital de Medina Elvira para Granada. Morreu envenenado em Argel em 1019 por ordem do seu rei, o também zírida, Mádia.

## Reis no Alandalus

### Taifa de Granada
- Zaui ibne Ziri (r. 1013–1019)
- Bologuine ibne Zaui (r. 1019)
- Habus Almuzafar (r. 1019–1038)
- Badis ibne Habus (r. 1038–1073)
- Bologuine ibne Badis (r. 1073)
- Abedalá ibne Bologuine (r. 1073–1090)

### Taifa de Málaga
- Tamime ibne Bologuine ibne Badis (r. 1073–1090)

## Emires da Ifríquia
- Bologuine ibne Ziri (r. 972–984)
- Almançor ibne Bologuine (r. 984–995)
- Badis ibne Almançor (r. 995–1016)
- Almuiz ibne Badis (r. 1016–1062)
- Tamime ibne Almuiz (r. 1062–1108)
- Iáia ibne Tamime (r. 1108–1131)
- Ali ibne Iáia (r. 1115–1121)
- Alboácem Haçane ibne Ali (r. 1121–1152)